# Modesto Omiste Tinajeros
Modesto Omiste Tinajeros (Potosí, Bolivia; 6 de junio de 1840 - Potosí, Bolivia; 16 de abril de 1898) fue un escritor, periodista, educador, abogado, político, diplomático e historiador boliviano. En su honor se celebra en Bolivia el día del maestro en fecha coincidente con el de su nacimiento.

## Biografía
Modesto Omiste nació en la ciudad de Potosí el 6 de junio de 1840. Comenzó sus estudios escolares en ciudad natal, ingresando bachiller en 1855 del Colegio Nacional Pichincha con recomendaciones en artes literarias, con apenas 15 años de edad. 
En 1860, a sus 20 años, se graduó de la Universidad San Francisco Xavier de Chuquisaca de abogado. Poco después, regresó a su ciudad natal de Potosí y comenzó a enseñar ciencias naturales en el Colegio Nacional Pichincha. Desde una muy temprana edad se había preocupado por el sistema educativo, defendiendo el derecho a la enseñanza primaria pública gratuita. Como concejal, creó las primeras escuelas públicas del país, una para niños y otra para niñas.
También se movió en la política, fue embajador en Estados Unidos y fundó el Partido Liberal. Como periodista y escritor, fundó el periódico El Tiempo el 1 de enero de 1885, que imprimió con una prensa que había traído de Filadelfia, Pensilvania. Escribió varios libros, incluyendo Historia de Bolivia y Caracas, cuna del Libertador, entre otros. Omiste también tradujo varios textos del francés y del inglés al español, los imprimió a su costo, y los distribuyó gratuitamente en las escuelas municipales de Potosí. 
Acuñó una frase inspiradora que dice: 
«Nunca dejaremos de ser esclavos, mientras no sepamos hacernos libres por la cultura».
Algunos escritores como Luis Subieta Sagárnaga lo llamaron "El Sarmiento Boliviano" por su consagración a la enseñanza libre en todos sus grados y la influencia que tuvo en la Ley de Libertad de Enseñanza aprobada un 22 de noviembre de 1872. Al margen de sus dotes de educador, Omiste fue periodista, abogado, historiador, diplomático y político. 
La provincia de Modesto Omiste en el departamento de Potosí, lleva su nombre en su honor. La primera escuela de profesores en Sucre también fue nombrada en su honor.

## Periodista

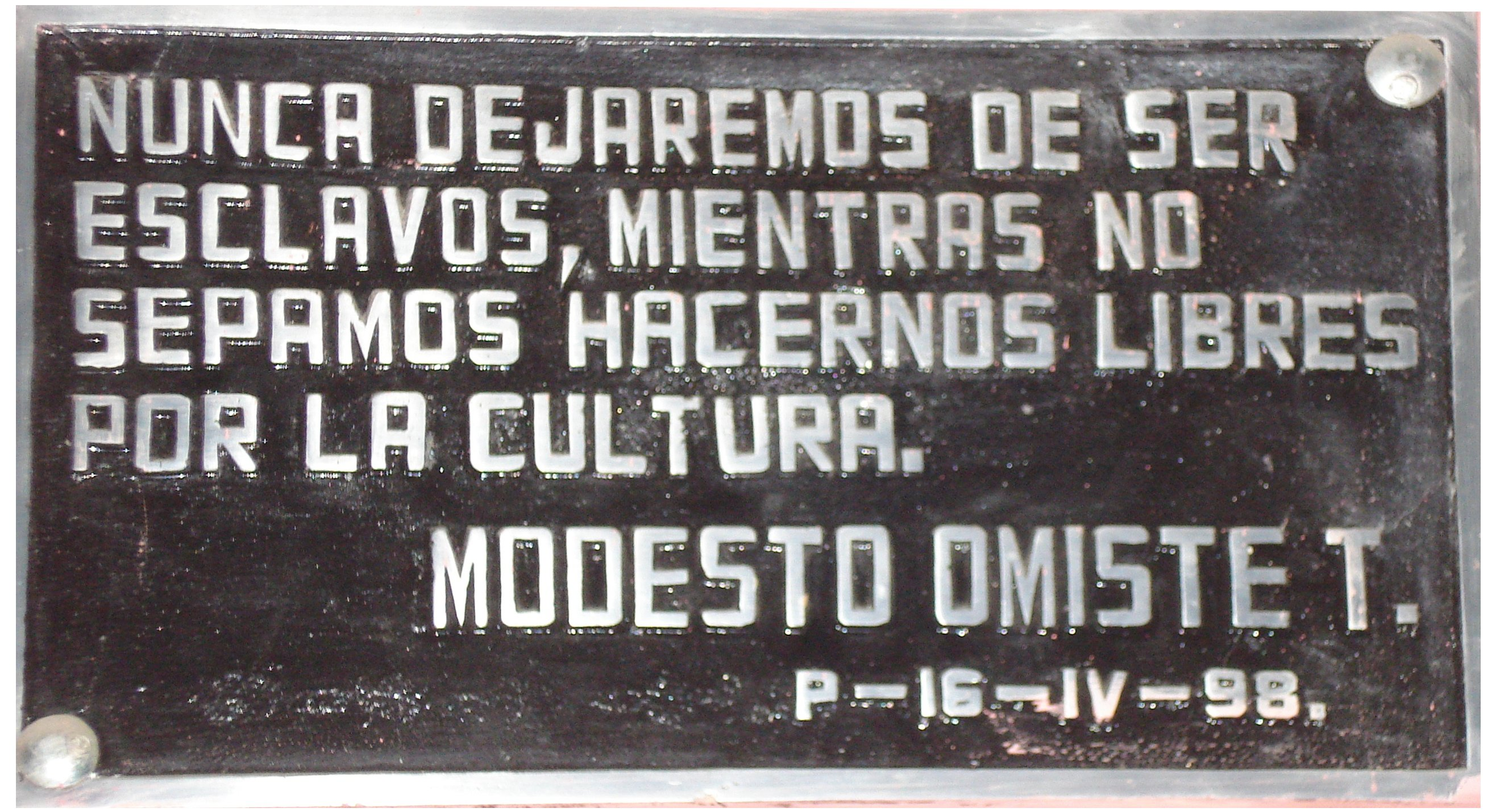
Frase de Modesto Omiste

Fue considerado precursor del periodismo nacional debido a las múltiples tareas que desempeñó como funcionario de gobierno. Fundó en la ciudad de Potosí el periódico El Tiempo el 1 de enero de 1883 gracias a la imprenta que trajo consigo desde Filadelfia, Estados Unidos. Fue considerado precursor del periodismo nacional debido a las múltiples tareas que desempeñó como funcionario de gobierno. En su imprenta tuvo la opción de publicar libros traducidos del inglés y del francés, cuya distribución fue gratuita en las escuelas municipales. Como historiador sobresalió con obras como "Crónicas Potosinas", "Caracas Cuna del Libertador", "Historia de Potosí 1811 y 1812" y "Monografía del Departamento de Potosí"; este último fue presentado en la Feria Internacional de Chicago en conmemoración del primer centenario de la creación de los Estados Unidos.

## Reconocimiento

### Día del maestro
La voluntad que impuso en su tarea educadora lo llevó a erigirse como un ejemplo para las generaciones posteriores. En tal sentido, con motivo de la fundación de la Primera Escuela Normal de Maestros de Sucre, el gobierno del presidente Ismael Montes encomendó a los doctores Misael Saracho y Daniel Sánchez Bustamante, entre otros, establecer la fecha para tal designación.
Como reconocimiento por la gran dedicación de Omiste por el avance de la educación y la cultura en Bolivia, el presidente Bautista Saavedra anunció en 1924 que se celebrará el «Día del maestro» en Bolivia en la fecha de su nacimiento, el 6 de junio.
Como presidente del municipio de Potosí, Omiste creó las escuelas: 1 de abril para los niños y Juana Azurduy de Padilla para las niñas en el año 1883. Gracias a la implementación de las Asambleas de Maestro de la que fue gestor, pudo impartir sus modernos métodos pedagógicos a través de conferencias, convirtiendo a las escuelas municipales en las abanderadas del país.

### Provincia de Modesto Omiste
El 18 de septiembre de 1958 y ya durante el primer gobierno del presidente Hernán Siles Suazo se creó mediante ley la provincia de Modesto Omiste,  en homenaje  y reconocimiento a la labor de Modesto Omiste por la educación del país, esto después de 60 años de su fallecimiento en 1898.

### Calles y Colegios
En la actualidad, en reconocimiento a su labor, un colegio lleva su nombre en la ciudad de Potosí y otro en la ciudad de El Alto. Así como también existen calles con su nombre en la ciudad de Villazón, Oruro, La Paz, El Alto y Cochabamba.